# Eberhard Meichsner
Eberhard Meichsner (* 20. November 1914 in Köln; † 10. August 2001 in Garmisch-Partenkirchen) war ein deutscher Filmproduktionsleiter.

## Biografie
Meichsner besuchte eine Kunsthochschule und absolvierte zu Beginn des Dritten Reichs eine Schauspielausbildung am National-Theater in Weimar. Bis 1937 arbeitete er als Schauspieler und Regieassistent, anschließend ging er zur Münchner Produktionsfirma Bavaria, wo Meichsner zum Leiter der Kultur- und Kurzfilmabteilung wurde.
Von 1940 bis 1942 war Eberhard Meichsner Herstellungsgruppenleiter bei zwei Prager Filmgesellschaften. Nach seinem Kriegsdienst nahm er seine Arbeit als Produktions- bzw. Herstellungsleiter wieder auf, diesmal für westdeutsche und Berliner Firmen. Meichsner war zunächst Produktionsleiter bei einigen Veit-Harlan-Inszenierungen und Filmen von Paul May, darunter die populäre 08/15-Trilogie, 1958 auch bei Fritz Langs double feature Der Tiger von Eschnapur und Das indische Grabmal und im Anschluss daran bei einigen Reise- und Fernweh-Schnulzen mit Freddy Quinn. Zu Beginn der 1960er Jahre leitete er die Herstellung von Krimis mit Gruselelementen sowie von zwei Nebenwerke aus der Karl-May-Filmreihe.
Meist handelte es sich bei Meichsners Produktionsleitungen um Filme der Produktionsfirma CCC des Berliner Produzenten Artur Brauner und der KG DIVINA-FILM GmbH & Co. von Ilse Kubaschewski, die zugleich Inhaberin der Gloria-Film GmbH & Co. Filmverleih KG war.
Sein Sohn ist der Kameramann Rüdiger Meichsner.

## Filmografie (Auswahl)
- 1940: Eifersucht ist eine Leidenschaft (Kurzfilm)
- 1952: Ich warte auf Dich
- 1953: Sterne über Colombo
- 1953: Die Gefangene des Maharadscha
- 1954: 08/15
- 1954: Verrat an Deutschland
- 1955: 08/15 – Im Krieg
- 1955: 08/15 – In der Heimat
- 1956: Weil du arm bist, mußt du früher sterben
- 1956: Wo die alten Wälder rauschen
- 1956: Kirschen in Nachbars Garten
- 1956: Das alte Försterhaus
- 1957: Weißer Holunder
- 1957: Heute blau und morgen blau
- 1958: Heimatlos
- 1958: Der Tiger von Eschnapur
- 1958: Das indische Grabmal
- 1959: Heimat – Deine Lieder
- 1960: Weit ist der Weg
- 1960: Der Gauner und der liebe Gott
- 1960: Stadt ohne Mitleid
- 1961: Vertauschtes Leben
- 1961: Freddy und der Millionär
- 1962: Nachts ging das Telefon
- 1962: Der Vogelhändler
- 1963: Der Würger von Schloß Blackmoor
- 1963: Piccadilly null Uhr zwölf
- 1964: Die Todesstrahlen des Dr. Mabuse
- 1965: Durchs wilde Kurdistan
- 1965: Im Reiche des silbernen Löwen
- 1967: Paarungen
- 1969: Das Go-Go-Girl vom Blow-Up
- 1970: Dracula jagt Frankenstein